# Marta Cullberg Weston
Marta Cullberg Weston, tidigare Henricson-Cullberg, född Henricson 18 oktober 1942 i Fritsla församling, är en svensk psykolog och psykoterapeut.

## Biografi
Cullberg Weston blev fil. lic. i psykologi 1971 på en studie om tonåringars normer och normbrytande. Därefter var hon först verksam som klinisk psykolog inom den offentliga vården, men efterhand som privatpraktiserande psykoanalytiker. Hon har intresserat sig för tvillingars identitetsutveckling och arbetar mycket med symboldrama och inre scener.
Hon var från 1970 gift med Johan Cullberg, men efter skilsmässan från honom i början av 1990-talet flyttade hon till USA, där hon bodde i tio år.